# Enrique Sobejano
Enrique Sobejano (* 13. Juni 1957 in Madrid) ist ein spanischer Architekt.

## Leben
Enrique Sobejano studierte an der Universidad Politécnica de Madrid und graduierte an der Columbia University in New York City. 1984 gründete er zusammen mit Fuensanta Nieto das Architekturbüro Nieto Sobejano Arquitectos in Madrid und Berlin. Von 1986 bis 1991 leitete er zusammen mit Fuensanta Nieto als Direktoren die spanischen Architekturzeitschrift ARQUITECTURA, die vom COAM in Madrid herausgegeben wurde. Seit 2008 lehrt er als Professor am Lehrstuhl für Experimentelles Gestalten und Grundlagen des Entwerfens an der UdK Berlin.

## Wichtige Bauten

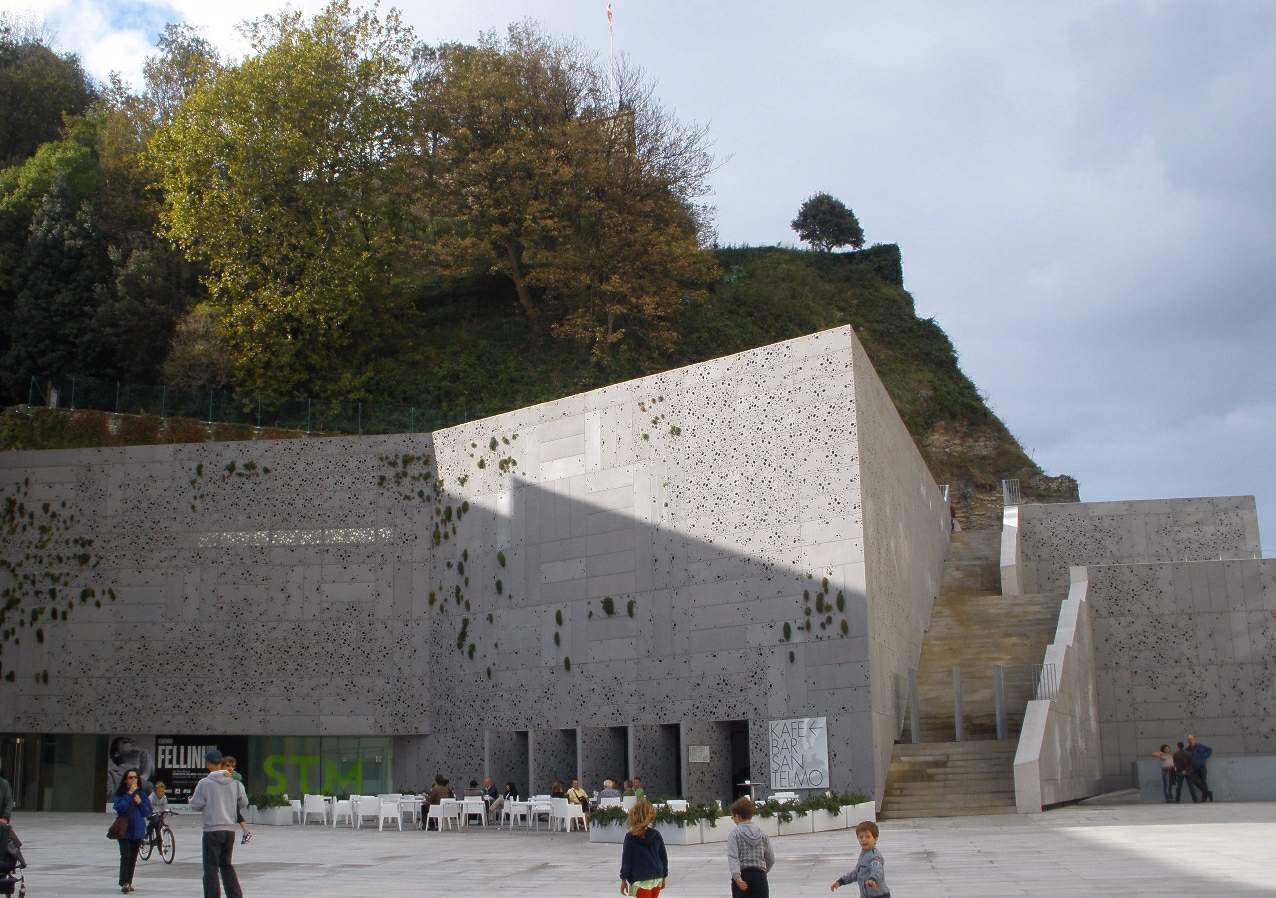
Umbau und Erweiterung Museum San Telmo, San Sebastián, Spanien, 2006–2012

- Universalmuseum Joanneum, Graz, Österreich, 2007–2012, Wettbewerb 1. Preis 2006
- Zentrum für zeitgenössische Kunst (Espacio Andaluz de Creación Contemporánea), Córdoba, Spanien, 2006–2013, Wettbewerb 1. Preis 2005
- Umbau und Erweiterung Museum San Telmo, San Sebastián, Spanien, 2006–2012, Wettbewerb 1. Preis 2005
- Interaktives Museum der Geschichte von Lugo, Spanien, 2007–2011, Wettbewerb 1. Preis 2007
- Museum und Forschungszentrum Madinat al-Zahra, Córdoba, Spanien, 2002–2009, Wettbewerb 1. Preis 2000
- Museum der Kanaren, Las Palmas de Gran Canaria, Spanien, 2008–2012, Wettbewerb 1. Preis 2003
- Erweiterung des Kaufhauses Kastner & Öhler, Graz, Österreich, 2007–2010, Wettbewerb 1. Preis 2005
- Sportzentrum Montecarmelo, Madrid, Spanien, 2007–2009, Wettbewerb 1. Preis 2003
- Museumserweiterung Moritzburg, Halle, Deutschland, 2005–2008, Wettbewerb 1. Preis 2004
- Expo 2008 Auditorium und Kongresszentrum (Palacio de Congresos), Saragossa, Spanien, 2005–2008, Wettbewerb 1. Preis 2005
- Kultur- und Verwaltungszentrum Embarcadero, Cáceres, Spanien, 2003–2005, Wettbewerb 1. Preis 2003
- Nationalmuseum für Bildhauerei Museo Nacional de Escultura, Valladolid, Spanien, 2000–2005, Wettbewerb 1. Preis 2000
- Auditorium und Kongresszentrum Mérida, Spanien, 2002–2004, Wettbewerb 1. Preis 1999
- Castillo de la Luz Museum, Gran Canaria, Spanien, 2003–2004, Wettbewerb 1. Preis 1998
- Arvo Pärt Centre, Laulasmaa (Estland), 2018 gemeinsam mit Fuensanta Nieto.[2]

## Einzelausstellungen (Auswahl)
- 2015: Alvar Aalto Medal 2015. Alvar Aalto Museum, Helsinki, Finnland
- 2015: The Window and the Mirror. Museum of Estonian Architecture, Tallinn, Estland
- 2014: Nieto Sobejano Arquitectos. Bologna, Italien[3]
- 2013: Memory and Invention. Architekturgalerie München[4]
- 2008: Arquitectura Concreta. Aedes Gallery, Berlin[5]
- 2008: Nieto Sobejano Arquitectos. Kunsthaus Graz, Österreich[6]

## Gruppenausstellungen (Auswahl)
- 2015: Childhood Recollections: Memory in Design. Roca Gallery, Berlin, Germany[7]
- 2015: Migrant Garden. Untouchable Landscapes. Piacenza, Italien[8]
- 2014: Arquitectura Española en el Mundo Árabe. Spanien, Libanon, Marokko[9]
- 2013: Spain Mon Amour. Fundación ICO, Madrid, Spanien[10]
- 2012: Biennale di Archittetura Venezia, Venedig, Italien[11]
- 2006: On Site. New Architecture in Spain. Museum of Modern Art (MoMA), New York, USA[12]

## Auszeichnungen
- FAIA Honorary fellowship of the American Institute of Architects 2015, USA
- Berufung in den Bund Deutscher Architekten BDA 2012, Deutschland
- Piranesi Prix de Rome, 2011, Italien
- Aga Khan Award for Architecture 2010, Schweiz
- Nike Prize Bund Deutscher Architekten (BDA), 2010, Germany
- National Prize Conservation and Restoration of Cultural Heritage, 2007, Ministry of Culture, Spain

## Mitgliedschaften
- Colegio Oficial de Arquitectos de Madrid (COAM)
- Bund Deutscher Architekten (BDA)
- Akademie der Künste, Berlin